# (9305) Hazard
(9305) Hazard (1986 TR1) – planetoida z pasa głównego asteroid okrążająca Słońce w ciągu 3,19 lat w średniej odległości 2,16 j.a. Odkryta 7 października 1986 roku.